# مملكة إفريقيا

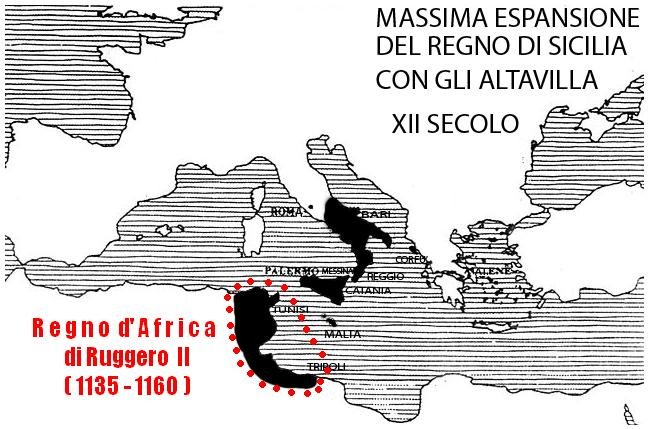

كانت مملكة أفريقيا امتدادًا للمنطقة الحدودية في مملكة صقلية في مقاطعة أفريكا الرومانية السابقة، المقابلة لتونس وأجزاء من الجزائر وليبيا اليوم. كانت مصادر المملكة الرئيسية هي العربية (المسلمة)، في حين كانت مصادرها اللاتينية (المسيحية) ضعيفة.
بدأ الغزو الصقلي لأفريقيا تحت حكم روجر الثاني عام 1146-1148، وتألف من حشود عسكرية في المدن الكبرى، وعمليات هجومية ضد السكان المسلمين المحليين، وحماية المسيحيين، وسك العملات المعدنية. تُركت الأرستقراطية المحلية إلى حد كبير في مكانها، إذ سيطر الأمراء المسلمون على الحكومة المدنية بإشراف صقلية. عُزّزت الروابط الاقتصادية بين صقلية وأفريقيا، التي كانت قوية قبل الغزو، في حين توسعت الروابط بين أفريقيا وشمال إيطاليا. في بدايات حكم ويليام الأول، انهارت المملكة الأفريقية على يد الدولة الموحدية (1158-1159). تمثّل موروثها الدائم في إعادة تنظيم القوى في منطقة البحر الأبيض المتوسط بسبب زوالها، ووضع اللمسات الأخيرة للسلام بين الدولة الموحدية وصقلية عام 1180.

## خلفية
يطرح المؤرخ ديفيد أبو العافية ثلاثة احتمالات حول الدافع وراء تدخل النورمان عسكريًا في أفريقيا: الدينية «توسيع الحملات الصليبية إلى ميدان مهمل نسبيًا»، أو الاقتصادية، مثل: «حماية الطرق التجارية الرئيسية»، أو الإمبريالية التوسعية «محاولة لبناء إمبراطورية واسعة على البحر المتوسط». 

### الدوافع الاقتصادية
كانت العلاقات الاقتصادية بين صقلية وأفريقيا وثيقة ومتنامية خلال الفترة 1050-1150. استورد الصقليون الذهب الذي شحنته قوافل عبر الصحراء الكبرى إلى القيروان والمهدية، وقماشًا مصنوعًا من الكتان المصري والمحلي أو القطن المستورد من الهند وصقلية. بالإضافة إلى هذا القطن، صدّر الصقليون كميات كبيرة من القمح والجبن واللحوم المعالجة. وسُمح لدير سان سلفاتوري الأرثوذكسي اليوناني في ميسنة بتصدير فائض القمح إلى شمال أفريقيا مقابل الشمع. خلال هذا الوقت، شهدت أفريقيا (أي المقاطعة الرومانية القديمة) تحضرًا سريعًا، مع خلو الريف من المجاعات والتحوّل من الزراعة إلى التصنيع. أدت عمليات ترحيل قبائل بنو هلال وبنو سليم إلى تدمير العديد من الحقول والبساتين، وأجبرت السكان على طلب اللجوء إلى البلدات. 
عُرف عن كونت صقلية روجر الأول (1071-1101) أنه حافظ على الرجال في المهدية لتحصيل رسوم التصدير، في حين أرسل روجر الثاني (الكونت منذ 1105، الملك 1130-1154) مرتين قوات ضد المدن الأفريقية عندما تخلف حكامهم عن سداد مدفوعات واردات الحبوب. في عام 1117، عندما تحدى رافي، والي قابس، الاحتكار التجاري لسيده الأعلى، علي بن يحيى، أمير المهدية، طلب المساعدة من روجر. حاول رافي إرسال سفينة تجارية من مينائه، واستجاب روجر عبر إرسال أسطول صغير، كان قد لاذ بالفرار عندما واجهته قوات المهدية. ألقى علي القبض على العملاء الصقليين في بلدته وطلب مساعدة من حلفائه في الدولة المرابطية، وناشده روجر لإعادة العلاقات إلى طبيعتها. نشبت حرب بحرية منخفضة المستوى من الغارات والغارات المضادة بين النورمان والمرابطين في التسعينيات، وكانت أشد الغارات خطورة ضد نيكوترا عام 1122 عندما جرى أسر النساء والأطفال. 